# Adrienne Clarkson
Adrienne Clarkson, née Poy (chinois : 伍冰枝 ; pinyin : Wǔ Bīngzhī ; hakka : Ńg Pên-kî) le 10 février 1939 à Hong Kong, est la vingt-sixième gouverneure générale du Canada, en fonction du 7 octobre 1999 au 27 septembre 2005. Elle est la deuxième femme après Jeanne Sauvé à occuper la fonction.
Elle est la première occupante du poste à n'avoir pas de carrière politique ou militaire antérieure, et la première aussi à être née hors du Canada. Elle est actuellement co-présidente de l'Institut pour la citoyenneté canadienne et première canadienne à occuper le prestigieux poste de colonel en chef du Princess Patricia's Canadian Light Infantry.
Elle est journaliste, animatrice et réalisatrice de télévision. Elle publie aussi plusieurs ouvrages, dont deux romans et une autobiographie.

## Biographie

### Famille et naissance
Adrienne Clarkson est la fille d'un homme d'affaires d'origine australo-chinoise nommé William Poy (chinois : 伍英才 ; pinyin : Wǔ Yīngcái), décoré de la médaille du mérite militaire pour son service durant la Seconde Guerre mondiale pour le Régiment royal de Hong Kong, et d'une mère d'origine chinoise, Ethel Poy.
Son grand-père paternel émigra en Australie pour ouvrir une épicerie dans la ville de Chiltern, Victoria, appelée « Willie Ah Poy Fruiterer and Confectioner ». Son fils aîné, William, fut envoyé quelques années plus tard de nouveau à Taishan et fit sa voie à Hong Kong. Là, il se maria et travailla avec son père pour le gouvernement Canadien. Clarkson décrit un de ses plus vieux souvenirs comme se cachant dans son sous-sol de Hong Kong pendant l'invasion des Japonais en 1941. Grâce à une relation avec un membre du gouvernement, le père de Mme Clarkson put venir au Canada en 1942 en tant personnel du gouvernement canadien. Néanmoins, la loi chinoise d'immigration de 1923 empêcha l'entrée immédiate de la famille Poy au Canada jusqu'à ce que le Ministère de l'immigration intervienne et cite la quote-part non remplie dans le programme d'échange de prisonniers de guerre avec les forces impériales japonaises. C'est par cette clause « de circonstances spéciales » que très peu de Chinois triés sur le volet ont pu immigrer vers le Canada pendant la Seconde Guerre mondiale.
Quand le grand-père de Clarkson a émigré en Australie vers la fin du dix-neuvième siècle les fonctionnaires lui ont demandé quel était son nom officiel en anglais, celui-ci a répondu : « Ng Wui Poi. » et les fonctionnaires ont pris le prénom, Poi, comme son dernier nom, et ainsi la famille a été nommée Poy.
Les détracteurs de Clarkson précisent que, dans la réalité, elle est née dans l'élite de Hong Kong et a vécu dans une maison remplie de domestiques. Quant à elle, elle dit qu'elle est de « racines humbles », mais qu'à son arrivée au Canada, elle n'était pas pauvre.

### Études
Adrienne Clarkson a étudié dans une école publique d'Ottawa et a réalisé ses études secondaires à la Lisgar Collegiate Institute où elle obtient son diplôme en 1956. Elle passe un baccalauréat en art avec spécialisation à l'Université de Toronto au Trinity College qu'elle termine en 1960, elle obtient également la médaille du gouverneur général en langue anglaise, après quoi elle voyage avec ses parents en Asie du Sud-Est. Ses études universitaires supérieures ont été entreprises à la Sorbonne de Paris où elle a effectué, principalement des travaux de recherche.
Elle a commencé sa maîtrise en 1962, par une thèse sur les poésies de George Meredith.

### Famille
L'année suivante, elle épouse Stephen Clarkson, un professeur de science politique de l'Université de Toronto, avec lequel elle aura trois filles : Kyra Clarkson (née en 1969), ainsi que les jumelles Blaise et Chloe (nées en 1971). À l'âge de neuf mois, Chloe meurt de la mort subite du nourrisson. Blaise Clarkson a étudié la médecine à l'Université de Toronto et Kyra Clarkson est actuellement architecte pour la firme Tod Williams Billie Tsien en banlieue de New York. En 1975, le couple divorce et c'est Stephen Clarkson qui obtient la pleine garde des deux enfants. Après le divorce, les enfants sont devenus aliénées de leur mère. Bien que l'aliénation ait été de longue date et très médiatisée, les filles se sont depuis réconciliées avec leur mère. Stephen Clarkson épouse en secondes noces Christina McCallet et ils adoptent deux filles.

### Carrière
Adrienne Clarkson est bien connue comme animatrice et reporter, elle a produit et réalisé de nombreuses émissions de variétés et d'information à la chaine CBC entre 1964 et 1982. Après avoir été présenté par un ami d'université aux producteurs de Take Thirty, une émission de variétés d'après-midi, son premier emploi à la société d'État était en qualité de critique littéraire indépendante. Après un peu moins d'un an, elle devient l'une des premières membre de minorité visible avec une position importante à la télévision canadienne. Elle est restée à la barre de Take Thirty durant une décennie, et elle travaillait parallèlement comme journaliste pour les publications Maclean's et Châtelaine. Adrienne Clarkson est également romancière et publiera plusieurs livres en langue anglaise : A Lover More Condoling, Hunger Trace, True to You in My Fashion: A Woman Talks to Men About Marriage, et une série d'entrevues avec des hommes parlant du divorce[réf. nécessaire].
En 1974, A. Clarkson en est à sa première émission d'affaires publiques qui se nomme Adrienne at Large. L'émission n'était pas particulièrement populaire et n'a été produite que moins de quatre mois. Pour Clarkson, la série lui a permis de voyager en dehors du Canada ; elle a enregistré des segments pour l'émission dans des pays étrangers comme l'Afrique du Sud (où elle a interviewé Nadine Gordimer et Helen Suzman) et sa ville natale Hong-Kong[réf. nécessaire].
En 1975, la CBC met à l'antenne l'émission The Fifth Estate. Adrienne Clarkson la coanime avec Warner Troyer, mais à la suite d'un différend, Troyer quitte l'émission laissant Clarkson seule animatrice.
En 1983, à la suite de nombreuses récompenses pour son travail à cette émission, A. Clarkson décide de tirer sa révérence. Elle est nommée par le premier ministre de l'Ontario de l'époque, William Grenville Davis, agent général de l'Ontario en France. Ce rôle l'amène à établir des liaisons culturelles entre l'Ontario et l'Europe. Elle a laissé cette position en 1987 pour devenir présidente et éditrice de McClelland & Stewart, à un moment où l'éditeur était en difficultés financières. En 1988, elle décide de quitter à cause du climat de tension face aux différents problèmes de la compagnie.
Clarkson choisit alors de retourner à la télévision, où elle a été pendant 11 ans productrice déléguée, animatrice et scénariste des émissions Adrienne Clarkson Summer Festival et Adrienne Clarkson Presents. Elle a reçu pour cette émission de nombreuses nominations aux prix Gemini et en a remporté en 1993 dans les catégories Best Host in a Light Information, Variety or Performing Arts Program or Series. Elle a aussi remporté en 1995 le prix Donald Brittain, un prix décerné pour la meilleure émission documentaire socio-politique. Elle a aussi remporté une prix Gémeaux durant la même année.
En 1992 elle est nommée Officier de l'Ordre du Canada

« Personnalité bien connue de la télévision, elle a animé au-delà de trois mille cinq cents émissions pendant sa carrière marquante dans l'histoire de la radiodiffusion canadienne. Elle a aussi rempli avec succès et mérite le rôle d'agent général de l'Ontario en France. Cette généreuse bienfaitrice appuie les arts, le journalisme et de nombreuses organisations caritatives, y compris la Fondation du rein, Horizons of Canada et P.E.N. International. »

En 1995, elle est nommée présidente du conseil d'administration du Musée canadien des civilisations à Hull par le premier ministre de l'époque, Jean Chrétien et le ministre du Patrimoine Michel Dupuy. Par la suite, elle est nommée présidente du conseil d'administration du Musée canadien de la guerre. Elle sera aussi présidente du conseil de direction d'IMZ, association audio-visuelle internationale des diffuseurs d'émissions musicales, culturelles et de danse dont le siège social se trouve à Vienne.

### Gouverneure générale du Canada
Adrienne Clarkson est nommée gouverneure générale du Canada le 7 octobre 1999 par Elisabeth II, chef de l'État et souverain du Canada sur les conseils du premier ministre canadien Jean Chrétien.
Elle est la deuxième femme après Jeanne Sauvé à exercer la charge vice-royale mais aussi le premier gouverneur général sans carrière politique ou militaire. Elle est aussi la première Canadienne d'origine immigrée à devenir représentante de la Couronne.
Elle demande à l'administration fédérale de féminiser son titre officiel : Son Excellence la très honorable Adrienne Clarkson, gouverneure générale du Canada.
Durant son mandat, elle s'attache à avoir un rôle particulièrement actif au contraire de ses prédécesseurs qui s'étaient cantonnés à un rôle plus effacé. Ainsi, elle parcourut tout le Canada d'est en ouest, du sud au nord souhaitant rencontrer tous les Canadiens. Elle se rendit également souvent à l'étranger ainsi qu'en Afghanistan où les forces armées canadiennes opéraient. Les Canadiens se sont attachés à cette pratique.
Elle est cependant critiquée pour le coût de son institution qui à son début de mandat était établi à dix neuf millions de dollars mais atteint finalement quarante et un millions à la fin de son mandat. On lui reprocha aussi de n'être pas venue assister au service funéraire de Lois Elsa Hole, lieutenant-gouverneure de l'Alberta.
Le 30 septembre 2004, à la requête du premier Ministre Paul Martin, elle accepte de rester un an de plus à son poste dans la perspective d'un gouvernement minoritaire où son expérience sera utile au pays en cas de crise constitutionnelle.
Elle est victime de problèmes cardiaques qui nécessiteront la pose d'un stimulateur cardiaque le 8 juillet 2005. Pendant sa convalescence, Beverley McLachlin, juge en chef du Canada assura l'intérim.
Le 26 septembre 2005, dans le hall d'honneur du Sénat, elle fait ses adieux aux Canadiens. Dans son adresse, elle insiste sur le rôle et l'utilité du gouverneur général regrettant que les Canadiens ne comprennent pas ce qu'elle et ses prédécesseurs faisaient. Elle demanda aux parlementaires d'expliquer à leurs concitoyens ce que font les institutions du Canada et d'avoir confiance en elles.
Michaelle Jean lui succède le 27 septembre 2005 où Adrienne Clarkson assiste à l'assermentation.
Elle devient colonel en chef d'un prestigieux bataillon militaire canadien, le Princess Patricia's Canadian Light Infantry. Elle est aussi la première Canadienne à le devenir.

### L'après carrière vice-royale
Après son mandat vice-royal, Adrienne Clarkson et son époux se sont installés en banlieue de Toronto. Ils sont devenus coprésidents de l'Institut pour la citoyenneté canadienne qui « s'emploie à défendre l'idée que la citoyenneté est l'un des plus importants liens que nous partagions. Au moyen d'un ambitieux programme de recherche et d'événements ainsi que d'un réseau, en rapide expansion, de comités de volontaires locaux, l'ICC engage un dialogue dynamique »
Après avoir quitté Rideau Hall, elle a publié ses mémoires en deux tomes aux éditions Penguin. Le premier livre Heart Matters est paru en septembre 2006. Elle est alors la troisième gouverneure générale à publier son autobiographie (après Harold Alexander et Vincent Massey).
Elle a également publié une version française Le cœur au poing, Mémoires aux éditions Boréal. Elle y relate l'histoire de sa famille, son attachement à la culture francophone ; elle y raconte plusieurs anecdotes, concernant par exemple son non-conformisme : « Je me suis toujours intéressée à l'esthétique et, surtout, je ne suis pas conformiste. De toute façon, ce n'est pas l'État qui payait pour mes robes, c'est moi », sa relation avec le peuple : « Les moments que j'ai le plus aimés en tant que gouverneure générale, c'était de rencontrer les canadiens à travers le pays, et de converser avec eux », et ses visites d'État, disant en particulier de Vladimir Poutine : « Lorsque je l'ai rencontré, j'attendais quelqu'un de froid, d'austère, mais ce n'était pas ça du tout. Contrairement à plusieurs chefs d'État, lui écoutait vraiment ce que vous aviez à dire. J'ai été surprise et je lui ai dit à la blague qu'il agissait ainsi parce qu'il était un ancien espion formé par le KGB, il a éclaté de rire. Il a bon sens de l'humour ».
Elle est la première colonelle en chef du Princess Patricia's Canadian Light Infantry (PPCLI) depuis le 17 mars 2007 et elle continue d'être présente dans les cérémonies les plus importantes et symboliques canadiennes.

## Prix et honneurs
| Prix ou honneurs                                                          | Pays ou organisme                                           | Classe, position ou titre                          | Référence |
| ------------------------------------------------------------------------- | ----------------------------------------------------------- | -------------------------------------------------- | --------- |
| Honneur du Princess Patricia's Canadian Light Infantry                    | Forces canadiennes                                          | Colonelle en chef                                  | [ 10 ]    |
| Ordre du Canada                                                           | Canada                                                      | Chancelière et compagnon principal                 | [ 11 ]    |
| Ordre du Canada                                                           | Canada                                                      | Officier (1992)                                    | [ 12 ]    |
| Ordre du mérite militaire                                                 | Canada                                                      | Chancelière et commandeur                          | [ 13 ]    |
| Ordre du nérite des corps policiers                                       | Canada                                                      | Chancelier et l’un des commandeurs                 | [ 14 ]    |
| Ordre de Saint-Jean                                                       | Royaumes du Commonwealth                                    | Prieur et le premier dirigeant de l'Ordre - Canada | [ 15 ]    |
| Décoration des Forces canadiennes                                         | Forces canadiennes                                          | Commandant en chef                                 | [ 15 ]    |
| Médaille du Centenaire du Canada                                          | Canada                                                      | Récipiendaire                                      | [ 12 ]    |
| Médaille commémorative du 125e anniversaire de la Confédération du Canada | Canada                                                      | Récipiendaire                                      | [ 16 ]    |
| Conseil privé de la Reine pour le Canada                                  | Canada                                                      | Conseillère privée                                 | [ 17 ]    |
| Médaille du Jubilé de la reine Élisabeth II                               | Canada                                                      | Récipiendaire                                      | [ 18 ]    |
| Ordre de l'Amitié de la fédération de Russie                              | Russie                                                      | Récipiendaire                                      | [ 19 ]    |
| Mérite de l'ordre des Pléiades de la France                               | France                                                      | Grand-croix                                        | [ 10 ]    |
| Docteur honoris causa                                                     | Université York                                             | Docteure                                           | [ 20 ]    |
| Docteur honoris causa                                                     | Université Bishop's                                         | Docteure                                           | [ 21 ]    |
| Docteur honoris causa                                                     | Université d'Ottawa                                         | Docteure                                           | [ 22 ]    |
| Docteur honoris causa                                                     | Université York                                             | Docteure                                           | [ 23 ]    |
| Docteur honoris causa                                                     | Université d'État de Saint-Pétersbourg                      | Docteur                                            | [ 24 ]    |
| Docteur honoris causa                                                     | Université McGill                                           | Docteure                                           | [ 25 ]    |
| Docteur honoris causa                                                     | Université Laval                                            | Docteure                                           | [ 26 ]    |
| Docteur honoris causa                                                     | Barreau du Haut Canada                                      | Legum Doctor                                       | [ 27 ]    |
| Honneur du Massey College                                                 | Université de Toronto                                       | Stagiaire de troisième niveau                      | [ 10 ]    |
| Honneur de la Société royale du Canada                                    | Société royale du Canada                                    | Partenaire honoraire                               | [ 10 ]    |
| Honneur du Collège royal des médecins et chirurgiens du Canada            | Collège royal des médecins et chirurgiens du Canada         | Partenaire honoraire                               | [ 10 ]    |
| Honneur de l'Université de Trinity College                                | Université de Trinity College                               | Partenaire honoraire                               | [ 10 ]    |
| Honneur de l'Institut royal d'architecture du Canada                      | Institut royal d'architecture du Canada                     | Partenaire honoraire                               | [ 10 ]    |
| Honneur de l'Université de Trinity College                                | Université de Trinity College                               | Partenaire honoraire                               | [ 10 ]    |
| Prix ACTRA (1974)                                                         | L'Alliance of Canadian Cinema, Television and Radio Artists | Récipiendaire                                      | [ 28 ]    |
| Prix ACTRA (1982)                                                         | L'Alliance of Canadian Cinema, Television and Radio Artists | Récipiendaire                                      | [ 28 ]    |
| Prix ACTRA (1994)                                                         | L'Alliance of Canadian Cinema, Television and Radio Artists | Récipiendaire                                      | [ 28 ]    |
| Prix Gemini                                                               | Académie canadienne du cinéma et de la télévision           | Récipiendaire                                      | [ 28 ]    |
| Prix Gémeaux                                                              | Académie canadienne du cinéma et de la télévision           | Récipiendaire                                      | [ 28 ]    |